# Cayn Theakston
Cayn Theakston, né le 17 mars 1965 à Worcester, est un coureur cycliste britannique.

## Palmarès
- 1988
  - 7e et 8e étapes du Tour de l'Algarve
  - Prologue et 8e étape du Grand Prix Jornal de Noticias
  - Tour du Portugal
    - Classement général
    - 14e étape

  - 3e du Grand Prix Jornal de Noticias
- 1989
  - Grand Prix International Costa Azul
    - Classement général
    - 3e étape

  - 13e étape de l'Herald Sun Tour
- 1990
  - Prologue de la Milk Race